# علم الفلك داخل المجري

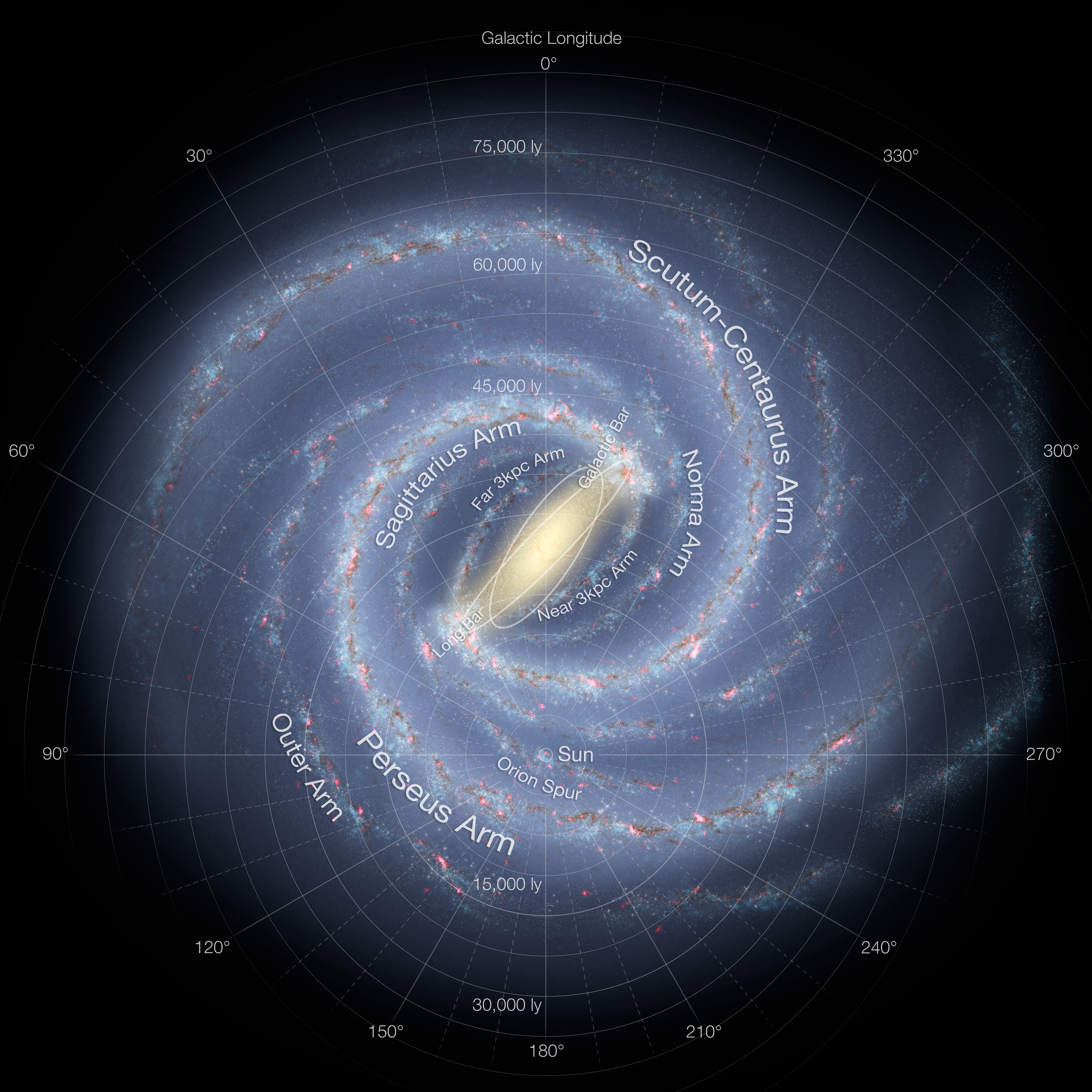

علم الفلك داخل المجرة هو علم يدرس مجرة درب التبانة بجميع محتواها، وهذا يتناقض مع علم الفلك خارج المجري وهذا العلم يدرس جميع الأشياء خارج مجرتنا، متضمناً أي مجرة غير درب التبانة. وعلم الفلك داخل المجري يجب أن لايخلط بينه وبين علم تشكل وتطور المجرات، وهو في الغالب علم للـ(المجرات) و تكونها، وبنيتها، و مكوناتها، و الارتباطات بينها، و الأشكال التي تأخذها المجرات. مجرة درب التبانة، أين المجموعة الشمسية الخاصة محددة، هي من أفضل المجرات دراسة، مع أنة بعض من الأجزاء المهمة مغطاة بـ(غبار كوني) ولا نستطيع رؤيتها إلا بـ(طول الموجة). تطور علم الفلك الراديوي وعلم فلك الأشعة تحت الحمراء وعلم فلك دون المليمتر مكنتنا من تخطيط بعض الغازات و الغبار الكوني لأول مرة في تاريخ البشرية.

## تفراعات العلم
عدة من الفروع المستخدمة من العلماء لتفريع هذا العلم.
حوصلة مجرة - العلم الذي يدرس الحوصلة بالقرب من منتصف مجرة درب التبانة.
مركز المجرة - العلم الذي يدرس منطقة منتصف مجرة درب التبانة.
قرص مجرة - العلم الذي يدرس قرص مجرة درب التبانة.
تشكل وتطور المجرات - العلم الذي يدرس تشكل وتطور مجرة درب التبانة.
قائمة التجمعات النجمية المغلقة - العلم الذس يدرس قائمة التجميعات النجمية المغلقة داخل درب التبانة.
هالة مجرية - الهالة المجرية المحيطة بدرب التبانة.
علم حركة النجوم - حركة النجوم و مجموعات وعناقيد المجرات.
نواة مجرية نشطة - المنطقة حول الـ(ثقب أسود) في منتصف مجرة درب التبانة.
قائمة أقرب النجوم إلينا - أقرب النجوم لنا.
قائمة النجوم - قائمة للنجوم القريبة منا.

## تجمع العناقيد
- عنقود نجمي
- عنقود مفتوح
- عنقود مغلق